# János Boldóczki
János Boldóczki (maďarsky Boldóczki János; 22. srpna 1912, Tótkomlós — 23. prosince 1988, Budapešť) byl maďarský komunistický diplomat a politik slovenského původu, mezi lety 1950 až 1953 velvyslanec Maďarské lidové republiky v Československu, poté ministr zahraničních věcí v první vládě Imre Nagye a vládě Andráse Hegedűse. V letech 1956 až 1960 velvyslanec MLR v Sovětském svazu.

## Biografie
Narodil se v roce 1912 do rolnické v obci Tótkomlós v župě Békés v tehdejším Uherském království. Do konce druhé světové války pracoval jako nádeník. Od roku 1944 byl členem Maďarské komunistické strany (Magyar Kommunista Párt, MKP), od roku 1946 stranický sekretář v Tótkomlós, a od téhož roku sekretář města Békéscsaba. V letech 1948 až 1950 působil jako pracovník kádrovacího oddělení vládnoucí Maďarské strany pracujících (Magyar Dolgozók Pártja, MDP), pracoval také jako sekretář Demokratického svazu Slováků v Maďarsku. V roce 1950 nastoupil na Ministerstvo zahraničních věcí MLR, a téhož roku se stal i velvyslancem Maďarské lidové republiky v Praze. Dne 4. července 1953 byl jmenován ministrem zahraničních věcí v první vládě Imre Nagye a pozdější vládě Andráse Hegedüse. Na tomto postu byl dne 30. července 1956 nahrazen Imre Horváthem. V souvislosti s maďarským protikomunistickým povstáním pracoval od 4. listopadu 1956 jako velvyslanec MLR v Moskvě, a to až do listopadu 1960, s výjimkou období od dubna do srpna 1957, kdy byl velvyslancem v mongolském Ulánbátaru. Zemřel v roce 1988 v Budapešti ve věku 76 let.